# The Umbilical Brothers

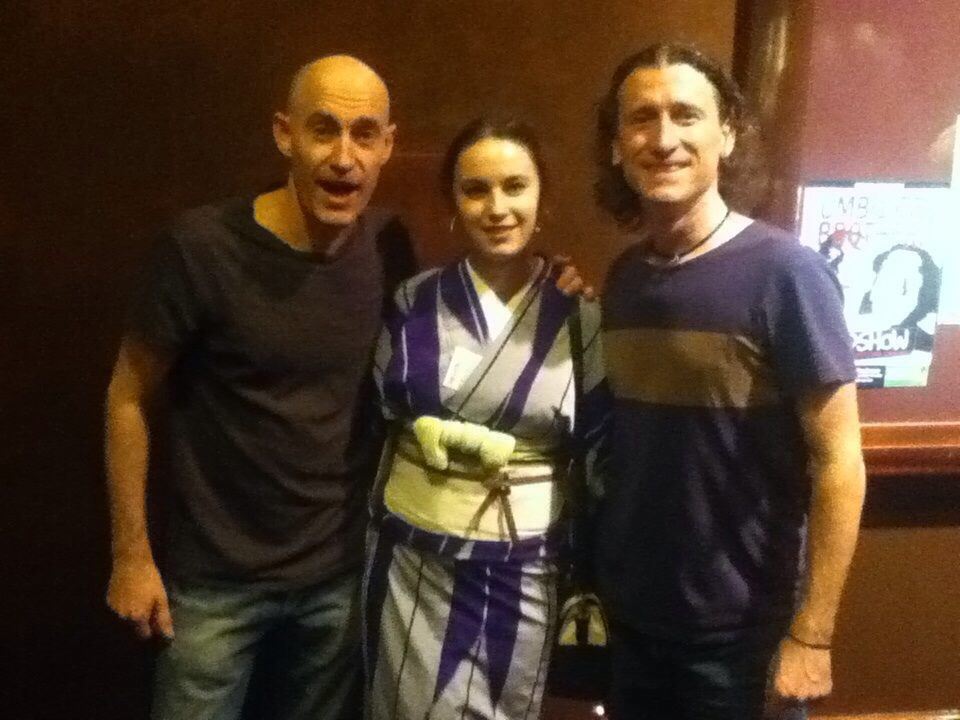
Shane Dundas (links) und David Collins (rechts) mit einem Fan (2014)

The Umbilical Brothers (engl. Die Nabelschnur-Brüder) ist ein australisches Comedy-Duo, bestehend aus Shane Dundas und David Collins.

## Geschichte
Dundas und Collins trafen sich 1988 an der University of Western Sydney und begannen zusammen als Comedy-Duo aufzutreten. Ihre Auftritte zeichnen sich durch Pantomime-Elemente kombiniert mit normalen Dialogen und vokalen Geräuscheffekten aus. Gelegentlich benutzen sie bei ihren Auftritten auch Handpuppen, besondere Lichteffekte oder beziehen das Publikum mit ein. Seit Mitte der 1990er Jahre wurde das Duo international bekannt, unter anderem durch Auftritte in der populären US-amerikanischen Fernsehshow Late Show with David Letterman und bei den American Comedy Awards. Bekanntheit in Deutschland erlangte das Duo durch wiederholte Auftritte in der Sendung TV Total.

## Filmografie
- 2022: The Tourist – Duell im Outback (The Tourist, Fernsehserie)
- 2024: Furiosa: A Mad Max Saga

## DVD-Veröffentlichungen
- SpeedMouse – live from the Sydney Opera House
- Don't Explain – live from the Athenaeum Theatre in Melbourne
- The Upside Down Show
- Heaven By Storm – live from Regal Theater, Subiaco
- The Rehearsal